# Howard Hubbard
Howard James Hubbard (ur. 31 października 1938 w Troy, Nowy Jork, zm. 19 sierpnia 2023 w Albany) – amerykański duchowny katolicki, biskup Albany w stanie Nowy Jork w latach 1977–2014.
Ukończył seminarium w Yonkers. Kształcił się również w Rzymie w Kolegium Ameryki Płn. i na Uniwersytecie Gregoriańskim. W Wiecznym Mieście otrzymał święcenia kapłańskie w dniu 18 grudnia 1963 z rąk abpa Martina O’Connora. Po powrocie do kraju pracował duszpastersko w rodzinnej diecezji Albany. Ukończył też studia na Katolickim Uniwersytecie Ameryki.
2 lutego 1977 otrzymał nominację na ordynariusza Albany. Sakry udzielił mu kardynał Terence Cooke. Za pontyfikatu Jana Pawła II współpracował z watykańskim Sekretariatem ds. Niewierzących. Jako przewodniczący działał również w stowarzyszeniu przeciwników kary śmierci ze stanu Nowy Jork. Znany jako jeden z największych liberałów w episkopacie amerykańskim.
Na emeryturę przeszedł 11 lutego 2014.
31 lipca 2021 roku w wywiadzie udzielonym lokalnej gazecie Albany Times Union przyznał się do ukrywania przypadków pedofilii wśród duchownych i wyraził żal. W diecezji Albany ofiary złożyły dotąd ok. 300 pozwów, które dotyczą ponad setki kapłanów, a także zakonnic i pracowników diecezji. Wśród oskarżonych jest również biskup Howard Hubbard.